# 石棉
石棉，又稱石綿，是天然的纖維狀6大硅酸鹽類礦物質的之總稱；（Asbestos，5.5FeO,1.5MgO,8SiO2,H2O）成分中含有一定數量的水；分裂成絮時呈白色；絲絹光滑，富有彈性。
最常見的有3種：溫石棉（白石棉、蛇纹石石棉）、鐵石棉（褐石棉）及青石棉（藍石棉、角閃石石棉、陽起石石棉、透閃石石棉、直閃石石棉...）。
由於石棉的纖維柔軟，具有絕緣、絕熱、隔音、耐高溫、耐酸鹼、耐腐蝕和耐磨等特性，在商業、公共事業和工業設施中有相當多的用途，例如耐火的石棉紡織品、輸水管、絕緣板等石棉水泥製品，及各種絕熱材料等广泛的应用于建築、电器、汽车、家庭用品等。
世界衛生組織將石棉界定為一級致癌物。塵狀的石棉可以對健康造成嚴重的影響，极其微小的石棉纤维飞散到空中，被吸入到人体的肺后，经过20到40年的潜伏期，很容易诱发塵肺病（肺塵埃沉著病）、石綿沉滯症（石棉肺）、間皮瘤、肺癌等肺部疾病。这就是在世界各国受到不同程度关注的石棉公害问题。在欧洲，据预测到2020年因石棉公害引发的肺癌而致死的患者将达到50万人。而在日本，预测到2040年将有10万人因此死亡。

## 历史
- 古時中国稱石棉为「石麻」、「不灰布」或“火浣布”，用以製作绳索、布帛等。
- 古埃及曾用石棉製布裹木乃伊。
- 古罗马則以此作灯芯。
- 近代各種行業廣泛應用石棉为隔热材料、防火材料等。
- 18世紀的日本發明家平賀源内曾嘗試以石棉，研發火浣布。

## 石棉的種類
以原礦狀態分類可分以下：
- 蛇紋石系（溫石棉、白石棉）：化學式「Mg3Si2O5(OH)4」。因外觀「棉白」因而得名。[1]
- 角閃石系（青石棉）
  - 褐石棉（茶石棉）：化學式「Na2(Fe2+3Fe3+2)Si8O22(OH)2」，纖維呈現尖針狀較無柔韌感，且毒性為最強，1995年已被禁止生產與製造
- 直閃石：化學式「Mg7Si8O22(OH)2」與鐵直閃石（鐵石棉）：化學式「Fe2+7Si8O22(OH)2」系列：1995年已被禁止生產與製造
  - 直閃石棉包括：
    - 直閃石（透角閃石棉）：化學式「Mg7Si8O22(OH)2」
    - 透閃石（陽起石棉）：化學式「Ca2(Mg,Fe)5Si8O22(OH)2」（Mg/(Mg+Fe)=1.0-0.9）
    - 緑閃石：化學式「Ca2(Mg,Fe)5Si8O22(OH)2」（Mg/(Mg+Fe)=0.5-0.9）

## 使用範圍

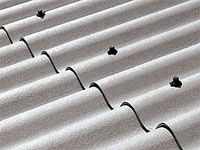
石棉瓦是作為建築物屋頂的材料

- 绝热隔音材料，用于建筑物、船舶、铁道车辆等中
- 密封衬垫材料
- 车辆的刹车片、离合器片
- 绝缘材料

## 石棉与健康
1970年發現，石棉纖維對人體有害，吸入石棉粉塵不僅會導致肺部纖維化，形成肺塵病，還能誘發支氣管肺癌、胸腹膜間皮瘤和其他惡性腫瘤（癌症）。世界衛生組織（WHO）的附屬機構國際癌症研究机构（IARC）已經宣佈石棉是第一類致癌物質。有鑑於此，多數國家（特別是發達國家）都傾向逐漸減用甚至禁用石棉。
石棉可导致多种肺病，包括肺癌。石棉者和吸菸會產生協同作用，大幅增加罹患肺癌的機會。吸菸者工作环境中有石棉时，其患肺癌风险較一般人高了45倍。石棉也可导致胸膜癌變，稱為間皮瘤（和肺癌不同）。
台灣在1989年將石棉歸類為毒性化學物質，自2000年開始限制石棉的使用，並於2001年實施石棉廢棄物的管理。

## 各國對石棉污染的管制

### 中国大陆
中国大陆于2002年7月宣布禁止使用致癌性非常强的角闪石类石棉。而温石棉使用条件在车间空气中的阈限值为2个纤维/立方。同时各主要石棉生产矿的矿山生产方式为：开采剥离的矿石经过粗碎、中碎、晾晒后进入选矿车间采用风力吸选法进行粉碎揭棉筛分，最终包装入库，含尘尾气通过重力降尘室+袋式过滤后排放。
中国大陸的初、高中化学实验室仍有使用石棉网，同时建筑等行业中石棉的使用也很常见。

### 香港

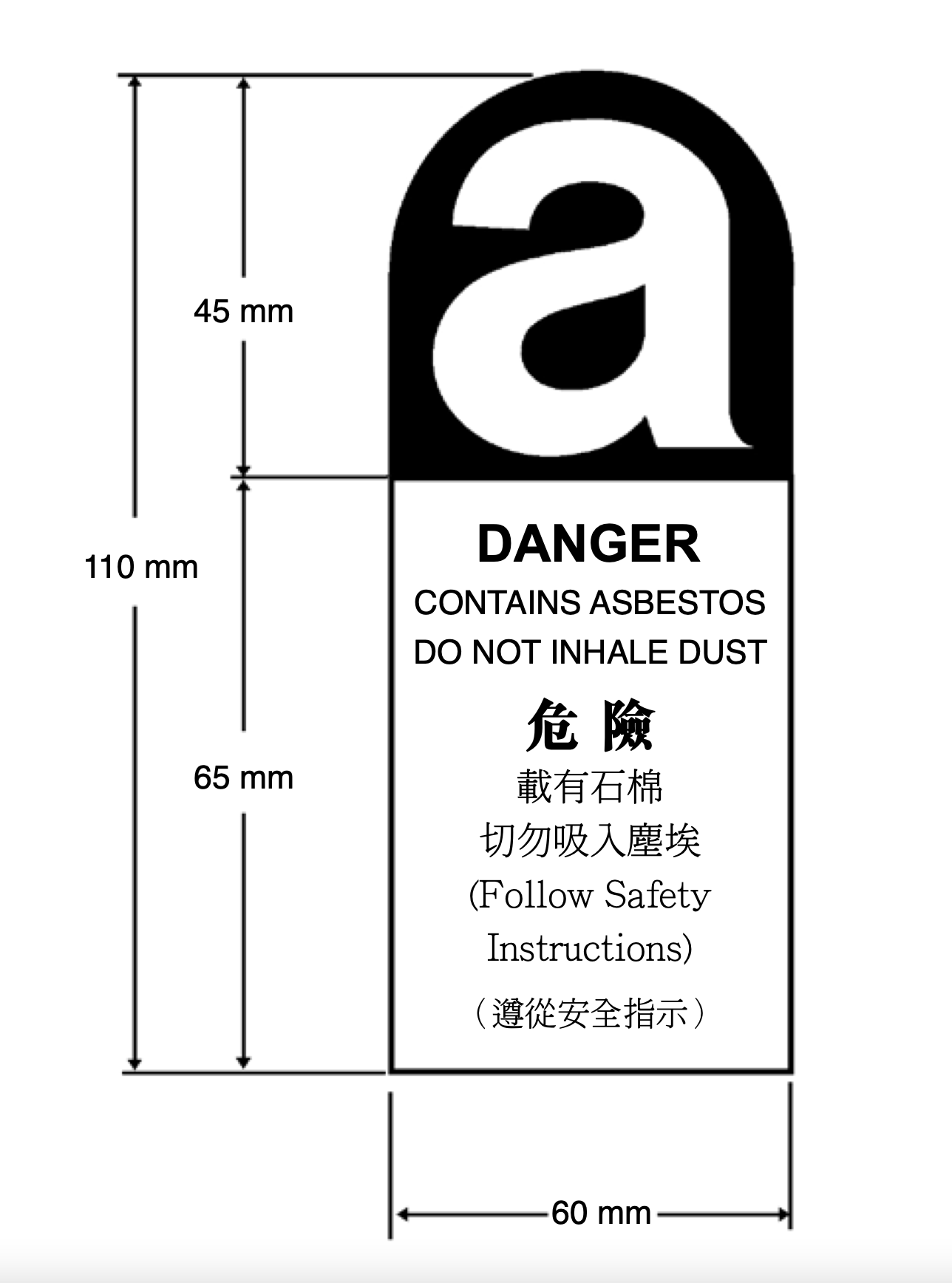
香港的石棉警告標籤

- 1986年實施《工廠及工業經營（石棉）特別規例》（第59X章）以禁止使用閃石類石棉，包括鐵石棉和青石棉。其後頒布的《工廠及工業經營（石棉）規例》（第59AD章）就管制工作間的石棉微粒數量訂明有關的執法條文。該規例適用於有進行石棉工作的所有工業經營，並禁制在工作間進行石棉噴塗、使用石棉絕緣物作為熱能、聲波或其他絕緣之用，以及在任何工序中使用閃石類石棉。任何東主無合理辯解而不遵守該規例即屬犯罪，可處罰款$200,000及監禁6個月。任何工人不遵可處第3級罰款。
- 《空氣污染管制條例》於1996年生效。該條例禁止輸入及銷售鐵石棉和青石棉。任何人士不得將任何數量的鐵石棉、青石棉、以鐵石棉或青石棉製造或含有鐵石棉或青石棉的任何物質或物品輸入香港或於香港銷售。任何人士沒有遵從《空氣污染管制條例》即屬違法，可被判罰款20萬港元及監禁6個月。
- 《有毒化學品管制條例》（第595章），通過許可證的制度規管對人類健康或環境有潛在危害性或不良影響的非除害劑有毒化學品的進口、出口、製造和使用。任何人士進口、出口、製造或使用受管制化學品，須領有由環保署發出的有效許可證。此外，根據《進出口條例》（第60章），每批進入或離開香港的受管制化學品，必須取得由工業貿易署授權環保署發出的進口／出口許可證。
- 《空氣污染管制條例》規定，任何處所如含有或可合理地懷疑含有含石棉物料，其擁有人在處所內進行保養、翻新、拆卸或任何其他工程時，必須依循預設程序拆除該物料。拆除建築物時拆除單位須聘請一名註冊石棉顧問，進行石棉調查工作及擬備一份石棉調查報告和一份石棉消減計劃，並由註冊石棉顧問監管石棉消減計劃的施行。沒有遵從《空氣污染管制條例》即屬違法，可被判罰款20萬港元及監禁6個月。
- 《2014年空氣污染管制（修訂）條例》於2014年4月4日生效。該修訂條例旨在全面禁止進口、轉運、供應（包括出售）和使用所有種類的石棉， 所有石棉或含石棉產品，包括含青石棉、鐵石棉、溫石棉、纖維狀的陽起石、纖維狀的直閃石及纖維狀的透閃石的產品，一律禁止進口、轉運、供應和使用。

### 台灣
- 1989年公告石棉為毒性化學物質，並於1991年、1996年、1997年、1998年及2005年五次修正石綿相關運作規定。自2008年起石綿禁止用於石綿板、石綿管、石綿水泥、纖維水泥板之製造。[9]
  - 2000年公告「多氯聯苯等一六一列管編號毒性化學物質使用用途限制等運作管理事項」將石棉列入管制項目，
  - 台灣行政院環保署公告「空氣污染防制法施行細則」第二條中，規範「石棉及含石棉物質」為空氣污染物中的毒性污染物，「固定污染源空氣污染物排放標準」中，對石棉訂定的排放標準為「肉眼不可見」。
  - 台灣行政院勞工委員會公告的「勞工作業環境空氣中有害物容許濃度標準」中，也規範石棉纖維的空氣中容許濃度為每立方公尺一根石棉纖維。
  - 台灣行政院環保署在石棉廢棄物管理方面於2001年3月7日修訂公告「有害事業廢棄物認定標準」中，對石綿及其製品廢棄物，指的是具有易飛散性及下列性質之一的事業機構產生之廢棄物：
    - 製造石綿防火、隔熱、保溫材料及煞車來令片等磨擦材料研磨、修邊、鑽孔等加工過程中產生易飛散性之廢棄物。
    - 施工過程中吹噴石綿所產生之廢棄物。
    - 更新或移除使用含石綿之防火、隔熱或保溫材料過程中，所產生易飛散性之廢棄物。
    - 盛裝石綿原料袋。
    - 其他含有百分之一以上石綿且具有易飛散性質之廢棄物。

  - 此外，台灣依「事業廢棄物貯存清除處理方法及設施標準」之規定，含石綿廢棄物應先經潤溼處理，再以厚度萬分之七十五公分以上的塑膠袋雙層盛裝後，置於堅固的容器中，或採具有防止飛散措施的固化法處理。
  - 台灣目前已經禁用大部分用途之石棉，至2011年2月為止，僅四種合法性用途。包含：
    - 「擠出成形水泥複合材中空板」
    - 「建材填縫帶」
    - 「石棉瓦」
    - 「剎車來令片」。

  - 民國101年（2012年）2月2日，環境保護署依毒性化學物質管理法公告石棉的逐步退場機制
    - 自101年8月1日起禁止石綿用於擠出成形水泥複合材中空板及建材填縫帶之製造。
    - 自102年（2013年）2月1日起禁止石綿用於石綿瓦之製造。
    - 自107年（2018年）7月1日起禁止石綿用於剎車來令片之製造。
    - 自112年（2023年）5月1日禁止含石綿產品輸入。

### 美國
- 在1971年限制石棉的使用，環保署於1992年全面禁止生產和使用石棉和石棉製品（但仍可限制性使用在新用途及一些紙製品上），並制定「聯邦石棉及氟氯碳化物排放法規」

### 日本
- 於1975年9月限制石棉的使用，並在2004年禁止超過1％石棉的產品生產量，2004年10月禁止使用溫石棉（白石棉），到2006年加嚴管制0.1％的產品產出，2006年9月「勞動安全衛生法」修改為全面禁止製造
  - 日本納入「宅地建物取引業法第35条」重要事項説明，要求揭露建物有無使用相關石棉建材，並納入登載管理
  - 日本建築法規規範空氣中容許濃度為10根/L(公升)，此標準為參照美國石棉管制法標準制定

### 新西蘭
- 於1984年禁止進口藍石棉與褐石棉、2002年禁止進口溫石棉（白石棉）

### 澳洲
- 於1991年全面禁止含石棉材料的產品，雖然在存儲一些建材在隨後的幾年裡仍在使用。
  - 昆士蘭州: 於2005年開始的清除石棉和處置的監管。石棉物料的處理程序，必須有一個保稅石棉和易碎石棉A級許可證B級許可證。

### 德國
- 於1993年起禁用石棉製品

### 法國
- 於1997年起下達禁令

### 英國
- 於1999年11月禁止溫石棉進口

### 比利時
- 加嚴好幾倍最高曝露標準，石棉進口量也由1975年的85000公噸降到1999年低於1000公噸

### 歐盟

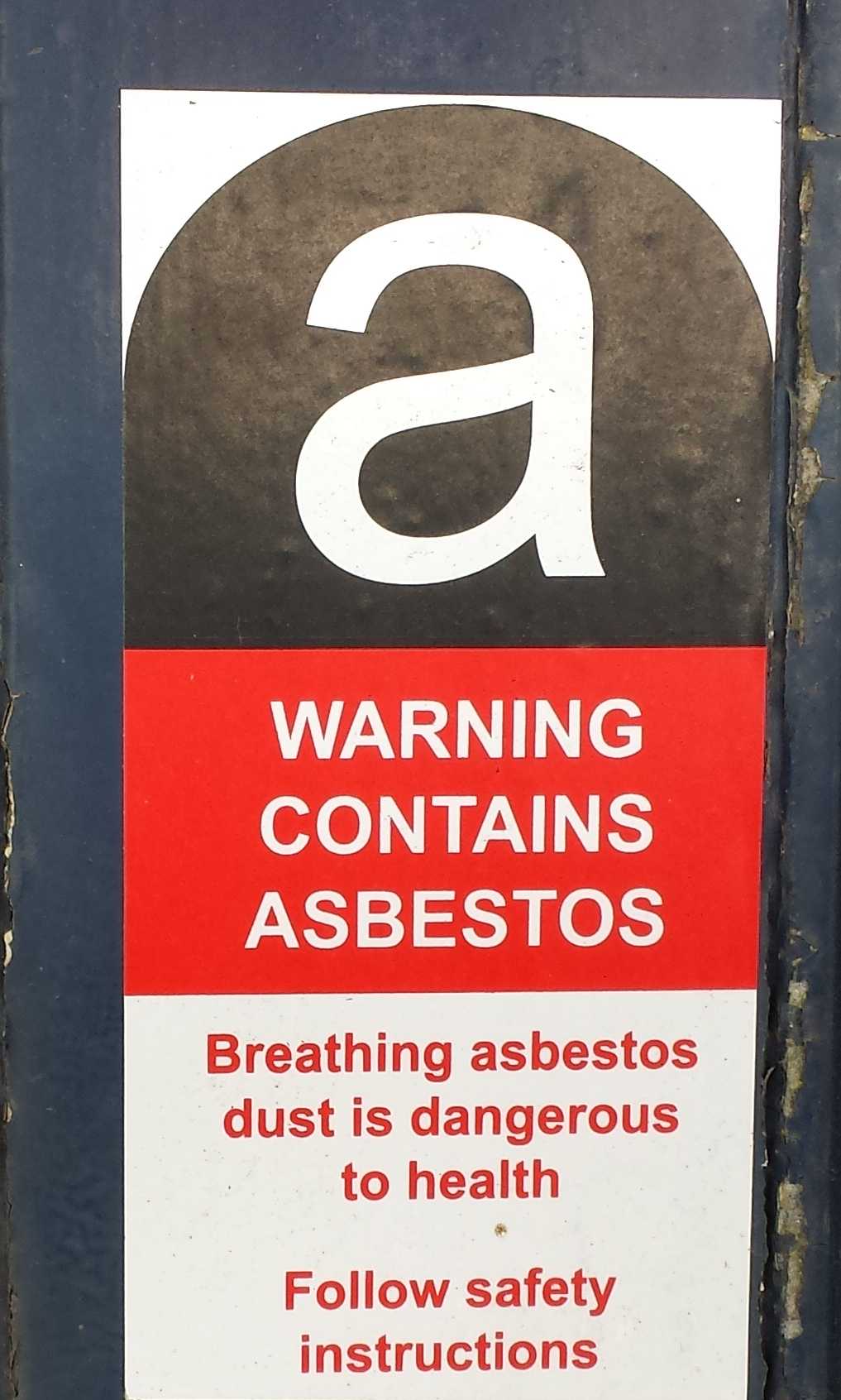
歐盟及英國的石棉警告標籤

- 要求所有成員國要在2004年底之前通過立法禁用石棉的指令[10]

法國與加拿大因為石棉的管制工作，引發一場貿易與環保的戰爭。
法國於1997年1月1日開始限制溫石棉的進口和使用，可是加拿大為保持產品市場（世界第三大石棉生產國，出口的溫石棉佔總開採量的百分之九十七），以「只要正確使用、該產品還是安全」為由，向WTO貿易壁壘委員會指控法國政府行為不理性，要求法國廢除該項禁令。
2001年三月WTO做出具有里程碑意義的裁定，認為溫石棉既然已被認定是致癌物質，石棉生產商堅持的安全使用極限就不存在。
使得WTO的各個成員國禁止使用或進口如石棉等含致癌物質的權利合法化，也進一步確認WTO各成員國有權認為保護生命和健康比履行貿易義務更為重要。

## 潛在的石棉危險
以往的建築內往往含有石棉來作為建材，若在良好的狀況下留在原來位置不受干擾，石棉不會分裂釋出石棉纖維而浮游於空氣中，但當工作人員進行保養、翻新、拆卸或其他任何工程，都會擾動含石棉物料，例如美國紐約世貿大樓崩毀後，災難現場就持續被監測到有石棉污染問題，因此許多國家要求進行建築物拆除或整修前的石棉拆除工作。

## 替代
最常用的替代品有玻璃棉、岩棉、渣棉及漂白土纖維、綠坡石、海泡石等。
矽酸鈣（工業用板矽酸鈣板）亦是常用替代石棉的一種安全隔熱材料，但部分矽酸鈣板含有石棉成分，普通人很難區分。

## 外部連結
- 石棉塵的管制法例（香港）
- 紐約世貿崩毀餘「塵」未了－石棉啟示錄（財團法人國家政策研究基金會 國政研究報告 中華民國九十年十一月二十九日November 29,2001 永續(研)090-048號）